# Scribblenauts Unlimited
Scribblenauts Unlimited es un videojuego de acción-aventura y puzle desarrollado por 5th Cell y distribuido por Warner Bros. Interactive Entertainment para Nintendo 3DS, Wii U, Microsoft Windows e iOS. El juego fue anunciado durante la prensa de conferencia de Nintendo en E3 2012 el 5 de junio de 2012. Es el cuarto título de la serie Scribblenauts. 

## Historia
Comparado con los anteriores títulos de Scribblenauts, Scribblenauts Unlimited tiene una historia de fondo más extensiva, y revela la razón del protagonista principal Maxwell del porque recolecta Starites. En la escena de apertura, aprendemos que los padres de Maxwell le dieron a él un cuaderno mágico que puede crear cualquier objeto escribiendo su nombre en el cuaderno. Los padres de Maxwell miran con preocupación como él y sus 41 hermanos empiezan a estropearse. Un día, Maxwell se cruza con un anciano que parece hambriento. Como una broma, Maxwell usa su cuaderno para crear una manzana podrida, y se la da al anciano. Enfurecido, el anciano regaña a Maxwell por haberlo estropeado, y lanza una maldición a la hermana de Maxwell, Lily, causando que ella se convierta en piedra lentamente. Maxwell debe obtener Starites para liberar a su hermana de la maldición. Él puede obtener Starites ayudando a la gente a resolver sus problemas.

## Recepción
Scribblenauts Unlimited obtuvo críticas positivas y algunas mixtas. Metacritic le dio al juego un 74 sobre 100. IGN le dio a la versión de Wii U un 8.8 sobre 10, alabando su creatividad y su progresión de nivel, aunque señalando que su dificultad era baja y que los personajes de Nintendo eran limitados. Nintendo World Report le dio a la versión de Wii U un 9 sobre 10, alabando su uso del GamePad, su atractiva jugabilidad y el nuevo editor de objetos. Jim Sterling de Destructoid estaba menos impresionado, dándole un 5 sobre 10, llamándolo limitado, criticando su simplicidad  y afirmando que "realmente no vale la pena para ser inventivo".

## Diferencias de versiones
La versión de Nintendo 3DS no cuenta con el editor de objetos tan promocionado en la publicidad del juego. En su lugar, cuenta con comunicaciones a través de los modos de comunicación StreetPass y SpotPass de la 3DS.
La versión de Wii U contiene un modo multijugador cooperativo, así como el apoyo en línea que permite a los jugadores compartir sus objetos personalizados con sus amigos, y se pueden almacenar más de 900 objetos personalizados. Esta versión también marca la primera vez que se lanzó la serie en una consola doméstica. Como resultado, el juego se ha dado un renovado estilo visual de alta definición. La versión de Wii U también tiene cameos exclusivos de personajes de los juegos de Super Mario y The Legend of Zelda.
La versión de Microsoft Windows está integrada con el Steam Workshop para compartir objetos personalizados.
- Datos: Q1573097